# Charlie le coq
Charlie le coq (Foghorn Leghorn en version originale) est un personnage de dessin animé de la série Looney Tunes, créé en 1946 par Robert McKimson.

## Historique
Il fait sa toute première apparition au cinéma comme personnage secondaire dans Un drôle de poulet, un court métrage des aventures d'Hennery le faucon. Charlie investit d'emblée le devant de la scène, et le trio qu'il forme avec Hennery le jeune faucon et le chien George P. Dog durant 9 courts métrages restera célèbre dans l'univers des Looney Tunes.
Charlie le coq doit son nom original au poulet Leghorn, une race originaire d'Italie et importée en Amérique du Nord où elle a maintenant sa propre variété. Mais l'inspiration directe de Charlie le coq « grande gueule », qui transparaît jusque dans son nom original (« foghorn » signifie « corne de brume » en anglais), est un personnage créé par l'acteur Kenny Delmar pour l'émission radiophonique de Fred Allen : le sénateur Beauregard Claghorn (en), un « vieux sudiste à la voix tonitruante et aux jugements à l'emporte-pièce ».
McKimson s'inspira également d'un personnage de shérif dans une émission radio précédente, Blue Monday Jamboree (en). Mel Blanc, autre acteur radiophonique et créateur de nombreuses voix de personnages des Looney Tunes, déclara s'être inspiré, pour la voix de Charlie, d'un shérif dur d'oreille créé pour un spectacle de Vaudeville auquel il assista durant son enfance. Blanc utilise pour le coq une voix semblable à celle qu'il prend quand il  interprète Sam le pirate.
La réplique préférée de Charlie le coq est « Moi, je dis... », phrase qui permet d'articuler ses jugements à répétitions.
Du côté de la grange, ou non, il intervient pour frapper le chien George P. Dog. À la fin, il lui dit – avant d'arrêter les aboiements – « Ah, la ferme ! ».
Roger Carel, Claude Joseph et Benoît Allemane avaient prêté leur voix à Charlie le coq en version française.

## Filmographie (1946-1963)
1. Un drôle de poulet (Walky Talky Hawky) (1946)
2. Maman Sylvestre (Crowing Pains) (1947)
3. Charlie le coq et Hennery le faucon (The Foghorn Leghorn) (1948)
4. Henhouse Henery (1949)
5. Le Faucon, le coq et le faisan (The Leghorn Blows at Midnight) (1950)
6. Un ver et contre tous (A Fractured Leghorn) (1950)
7. Petit Faucon contre gros poulet (Leghorn Swoggled) (1951)
8. La Chasse au mari (Lovelorn Leghorn) (1951)
9. Vous m'avez sonné ? (Sock-a-Doodle-Do) (1952)
10. Le Baby sit-œuf (The Egg-Cited Rooster) (1952)
11. Défense de fouiner (Plop Goes the Weasel) (1953)
12. Titre français inconnu (Of Rice and Hen) (1953)
13. L'Épreuve de la paternité (Little Boy Boo) (1954)
14. Feather Dusted (1955)
15. Tu es cuit, mon poulet ! (All Fowled Up) (1955)
16. Arrêtez la belette (Weasel Stop) (1956)
17. Blagues dans le coin-coin (The High and the Flighty) (1956)
18. Coquin de coq (Raw! Raw! Rooster!) (1956)
19. Renard la terreur (Fox Terror) (1957)
20. Tel grand père, tel petit fils (Feather Bluster) (1958)
21. La Belette, Le Chien et Le Coq (Weasel While You Work) (1958)
22. Combat de coq (A Broken Leghorn) (1959)
23. L'Apprenti Crockett (Crockett-Doodle-Do) (1960)
24. Pas de printemps pour Charlie (The Dixie Fryer) (1960)
25. Le Faucon est un vrai dur (Strangled Eggs) (1961)
26. Un sacrée garnement (The Slick Chick) (1962)
27. Ma mère était un coq (Mother Was a Rooster) (1962)
28. Le Rock du poulailler (Banty Raids) (1963)

## Apparitions (1964-Présent)
1. Le Club du lapin (False Hare) (1964) (caméo)
2. Bugs Bunny's Christmas Carol (1979)
3. The Yolks on You (1980)
4. Qui veut la peau de Roger Rabbit (Who Framed Roger Rabbit) (1988)
5. Les Tiny Toons (1990-1992)
6. Animaniacs (1993-1998) (caméo)
7. Super Défi Duck (Superior Duck) (1996) (caméo)
8. Space Jam (1996)
9. Pullet Surprise (1997)
10. Titi et le Tour du monde en 80 chats (Tweety's High-Flying Adventure) (2000)
11. Les Looney Tunes passent à l'action (Looney Tunes: Back in Action) (2003)
12. Cock-a-Doodle-Duel (2004)
13. Le Noël des Looney Tunes (2006)
14. Looney Tunes Show (2011-2014)
15. Bugs ! Une production Looney Tunes (2015-2020)
16. Looney Tunes Cartoons (2020-2023)
17. Space Jam : Nouvelle Ère (2021)
18. Bugs Bunny Constructeurs (2022-)
19. Tiny Toons Looniversité (2023-)